# Johann Gerhard Reinhard Andreae
Johann Gerhard Reinhard Andreae (nascido em 17 de dezembro de 1724 em Hanôver, morreu em 1 de maio de 1793 em Hanôver), conhecido como J.G.R. Andreae ou I.G.R. Andreae, era um cientista natural hanoveriano, químico, geólogo, farmacêutico da corte (Hofapotheker) e alquimista do Iluminismo. Notado internacionalmente como polímata, ele era conhecido em toda a Europa, particularmente por suas extensas coleções de história natural e por seu trabalho científico pioneiro e influente sobre o solo e seus usos na agricultura moderna. Ele era amigo de muitos dos grandes cientistas da época, como Benjamin Franklin, Pieter van Musschenbroek e George Shaw. O gênero Andreaea, o gênero tipo da família Andreaeaceae de musgos, foi nomeado em sua homenagem por seu amigo, o botânico Jakob Friedrich Ehrhart. Andreae também foi apontado como um dos principais benfeitores de Hanôver em sua vida.

## Biografia

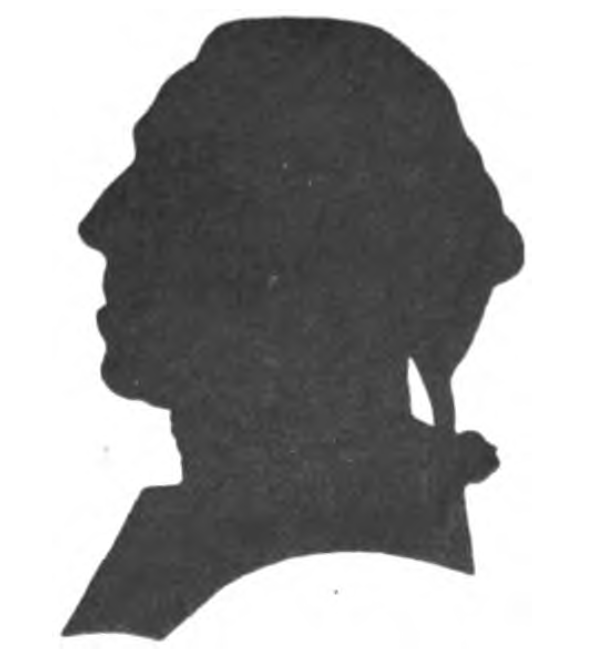
Uma silhueta de J.G.R. Andreae

Ele era um dos dois filhos do rico farmacêutico da corte Leopold Andreae (1686–1730), proprietário da Andreae Pharmacy (Andreae & Co.) em Hanôver e Katharina Elisabeth Rosenhagen (falecida em 1752). Seu avô era o farmacêutico Ernst Leopold Andreae (nascido em 1640). A farmácia Andreae foi fundada em 1639 com um privilégio ducal de Christian Louis, Duque de Brunswick-Lüneburg e assumido por seu bisavô Johann Andreae em 1645. Ela rapidamente veio a servir a corte ducal e se tornou a farmácia oficial da corte.

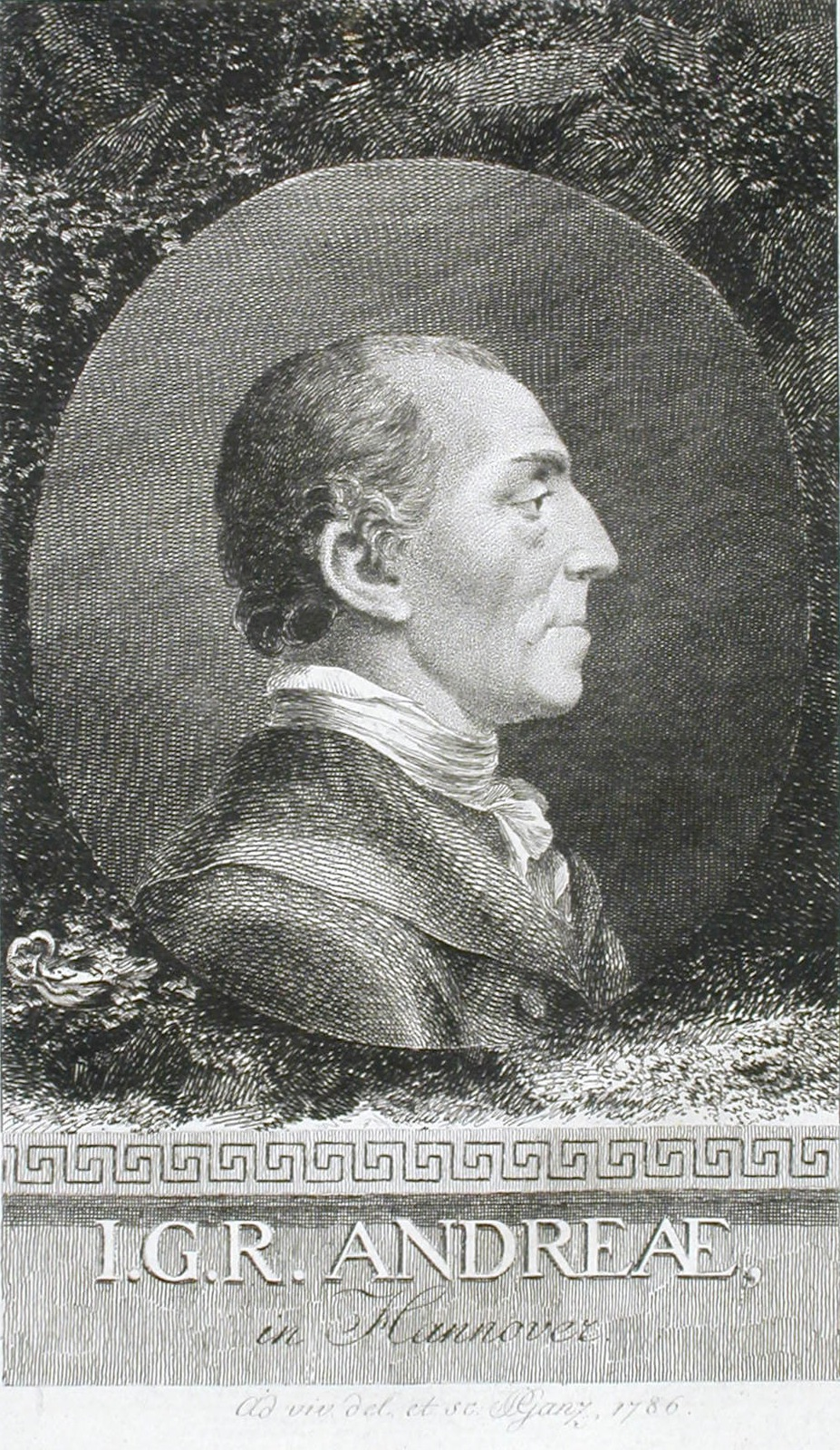
Gravura de J.G.R. Andreae

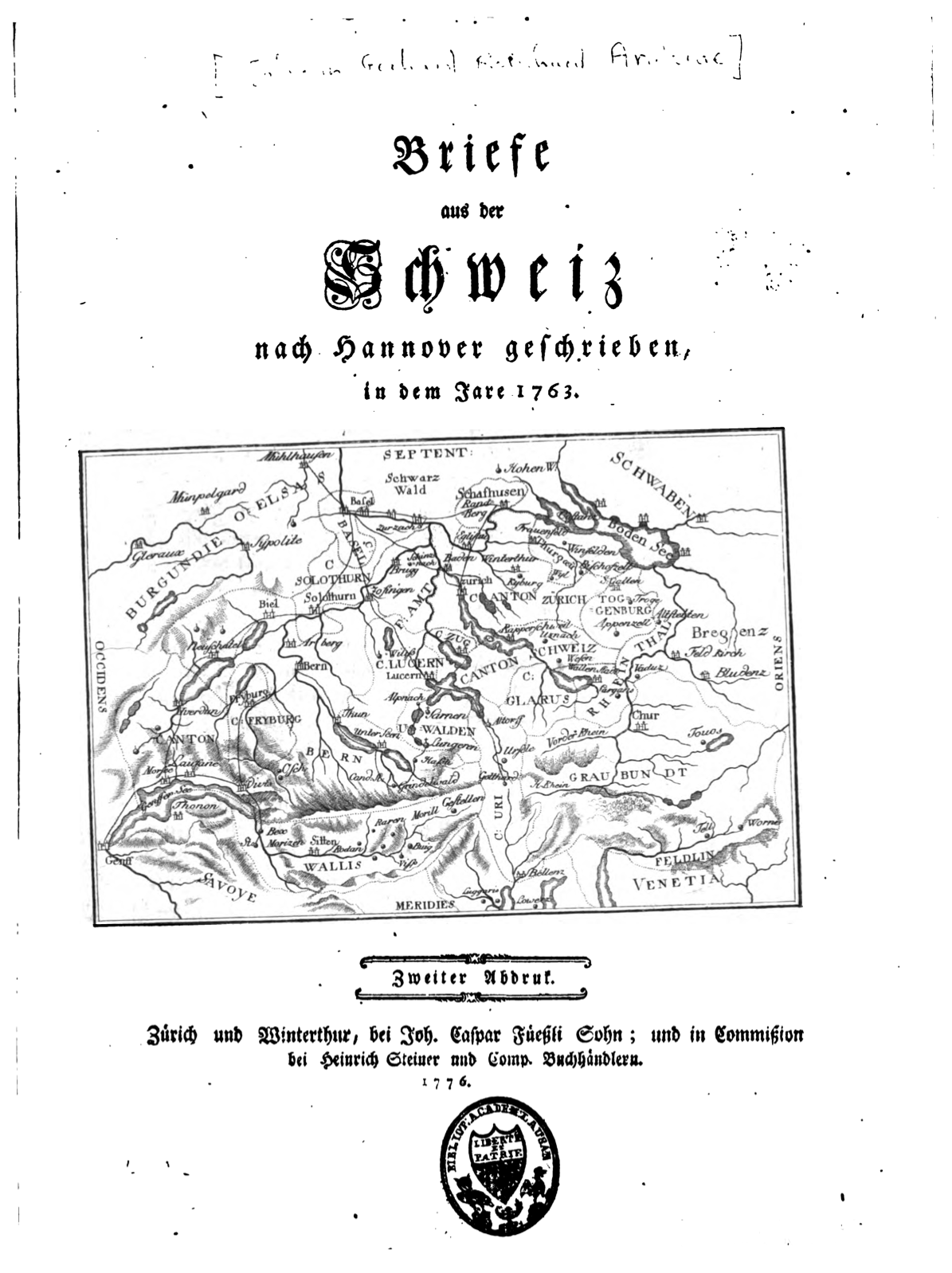
O livro Briefe aus der Schweiz nach Hannover geschrieben

Seu pai morreu cedo e ele foi criado por sua mãe, "uma mulher muito ativa, inteligente e justa", que providenciou para que ele recebesse uma educação extraordinariamente boa para sua época. Ele estudou todas as ciências e aprendeu todas as línguas importantes da Europa do século XVIII. Andreae aprendeu a arte da farmácia em sua farmácia de família, que na época era administrada pelo farmacêutico da corte Ruge da Celle. Estimulado pelo médico da corte P. G. Werlhof (1699-1767) a estudar ciências naturais, ele estudou geologia e química com Johann Heinrich Pott em Berlim; química, mineralogia e metalurgia com Johann Andreas Cramer em Blankenburg e química com Hieronymus David Gaubius em Leyden. Em 1747, tornou-se chefe da farmácia de sua família em Hanôver, na época ainda de propriedade de sua mãe. Sua mãe cedeu formalmente a propriedade a ele em 1751, pouco antes de sua morte. Em novembro de 1751, casou-se com Ilse Sophie Müller (1728-1795). O casamento foi feliz, porém não tiveram filhos.
Em 1763, ele empreendeu uma expedição científica pela Suíça para estudar herbários, coleções de fósseis e cristais, salinas, fontes termais e geleiras. Suas cartas da Suíça foram publicadas entre 1764 e 1765 no Hannoversche Magazin e foram publicadas como um livro elaborado em Zurique em 1776. Ele era altamente considerado pelo governo de Hanôver e frequentemente pedia conselhos. Em nome do Príncipe-eleitor de Hanôver, ele estudou numerosos tipos de solo e seus usos na agricultura. Em 1767, ele publicou Alchemistische Briefe, com muitas ideias farmacêuticas. Entre 1778 e 1781, ele contratou Jakob Friedrich Ehrhart (aluno de Carl Linnaeus) para organizar suas coleções de história natural, incluindo um herbário e uma coleção de sementes. Ele também escreveu poesia e era um amante da música.
Ele era amigo de muitos contemporâneos famosos que conhecera em suas viagens — entre eles Pieter van Musschenbroek, Jean-André Deluc, Benjamin Franklin, George Shaw e Philipp Friedrich Gmelin — e correspondia regularmente com eles. Suas coleções de história natural eram conhecidas em toda a Europa. Ele também foi um grande admirador de Gottfried Wilhelm Leibniz.
Sua única irmã, Sophie Elisabeth Andreae (1730–1764), foi casada com o banqueiro Abel Seyler, que se tornou "o principal patrono do teatro alemão" em sua vida como diretor teatral. Andreae via seu cunhado com algum ceticismo. Quando sua irmã morreu em 1764 e seu marido se dedicou completamente ao teatro, seus três filhos — Abel Seyler, o Jovem, Ludwig Erdwin Seyler e Sophie Seyler, mais tarde casados com o poeta Johann Anton Leisewitz — foram criados por J. G. R. Andreae e sua esposa de 1764, e eles foram descritos como pais amorosos para os filhos de sua irmã. Quando a companhia teatral Seyler estava à beira da falência por volta de 1770, Andreae também pagou suas dívidas substanciais para salvar a empresa, depois que o famoso ator Konrad Ekhof pediu ajuda, mas exigiu que seu cunhado não tivesse voz em assuntos econômicos a partir desse ponto.
Andreae era relacionado, embora não proximamente, com o marido de sua sobrinha Johann Anton Leisewitz.
"Na juventude, Leisewitz era um visitante frequente na casa de Andreae, com sua grande biblioteca, e mais tarde ele pretendeu ter mantido Andreae, a quem considerava tio, com grande estima".
Andreae recusou participação em várias sociedades científicas, pois considerava tais honras como "charlatanismo erudito".
A família Andreae era uma das famílias mais conceituadas de Hanôver. Descrito como gentil e generoso com todos, J. G. R. Andreae, em particular, foi um dos principais benfeitores da cidade em sua vida.

## Trabalho
- Briefe aus der Schweiz em Hannover Geschrieben, em Jahre 1763 (Online)
- Alchemistische Briefe, 1767
- Abhandlung über eine beträchtliche Anzahl Erdorten, aus Sr. Majestät deutschen Landen etc. Und von derselben Gebrauch, für den Landwirth, 1769